# 3-as busz (Sopron)

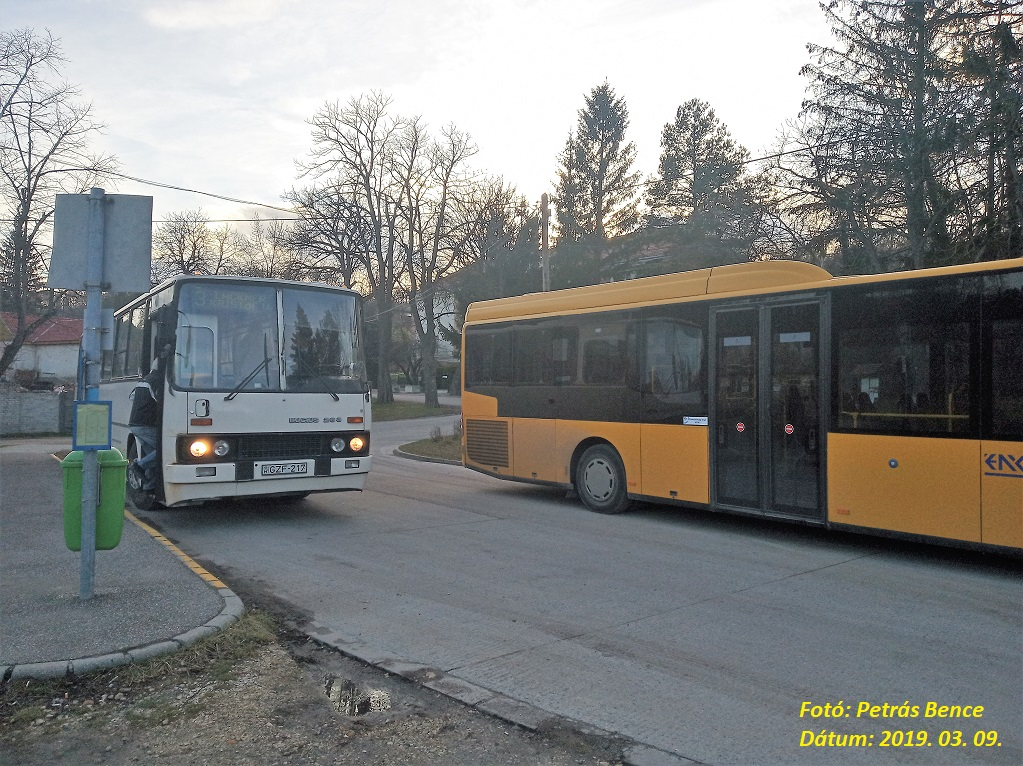
Helyközis Ikarus 263-as a 3-as viszonylaton Brennbergbányán.

A soproni 3-as jelzésű autóbusz Lackner Kristóf utca, autóbusz-állomás és Brennbergbánya, templom végállomások között közlekedik.

## Sopronbánfalvaés Brennbergbánya autóbuszjáratai

### Korábban
Sopronbánfalvára már az 1970-es években is két irányból érkeztek az autóbuszok: a Kossuth Lajos utca-Bánfalvi út, illetve a Várkerület-vasútállomás-Ady Endre út útvonalakon. A 3-as busz eleinte csak a jelenlegi Kertváros, könyvtár elnevezésű megállóhelyig közlekedett, valamint a 10-es busz is csak a Hajnal térig járt. Ekkor még az 5-ös busz is a 3-as vonalán közlekedett, de csak a Fésűsfonalgyárig (ma: Bánfalvi út, Besenyő utca).
 Majd később, az 1990-es évektől jár a 3-as busz Brennbergbányáig, és ekkor jöttek létre a 3M, 10A, 10B, 10M, majd 2002-től a 10IB, 10MB, 10Y, 2004-től a 10C, majd 2005-től a 3A jelzésű buszok is.
 A 3-as busz régebben az Autóbuszállomásról indult, és a Ferenczy János utcán át érte el a Kossuth Lajos utcát (az egyirányú szakasz miatt visszafelé a Mező utcán keresztül közlekedett, majd a 90-es évek vége felé a busz kiinduló pontja az Autóbuszállomás helyett a Lackner Kristóf utcai megállóba helyeződött át, ekkortól a Selmeci utca - Táncsics Mihály utcán keresztül érte el a Kossuth Lajos utcát, visszafelé továbbra is a Mező utca - Ferenczy János utcán át közlekedett. 2003. június 15-től a Lackner Kristóf utca felé közlekedő járatok a Kossuth Lajos utca, villanyóra nevű megállónál is megállnak. 2005-ben a Villanyóránál lévő körforgalom átadása után a Ferenczy János utca egyirányú szakaszán, és a teljesen egyirányú Mező utcában a kötelező haladási irányt megfordították, így a kialakult szűk keresztmetszet miatt a járat a Lackner Kristóf utca felé is a Táncsics Mihály utca - Selmeci utcán keresztül közlekedik, és ekkortól már nem állnak meg a Kossuth Lajos utca, villanyóra nevű megállónál. 2012. május 1-jétől átalakították a Kertváros közlekedési rendjét, miszerint Sopronbánfalva utasait már csak a 3-as, a 3Y, a 10-es és a 10Y jelzésű buszok szállítják. Ezzel a változtatással a 10-es járatok indulásainak számát is csökkentették, valamint hurokjárattá alakították át a 10-es buszt, hiszen Kertváros felső felé az Ady Endre úton, a belváros felé pedig a Bánfalvi úton közlekedik. Ellentétesen járt a 10Y busz, amely a Kertváros felé a Bánfalvi úton, a belváros felé pedig az Ady Endre úton haladt.
 2022. október 22-től Sopron város önkormányzatának döntése alapján, az energiaválság következtében jelentős menetrendi változások és járatritkítások léptek érvénybe a városban. A módosítások értelmében a 10Y jelzésű járat a továbbiakban nem közlekedik, valamint jelentősen kevesebb busz indult Kertváros és Brennbergbánya felé is, a 3-as busz hétvégenként a délutáni órákban a korábbi órás követés helyett, csak két óránként indul, Brennbergbánya felé páros órákban, a Lackner Kristóf utca felé páratlan órákban.  Ekkor visszaállították a 10-es busz közlekedésében a korábbi rendet, tehát újra mindkét irányban az Ady Endre úton halad. Két héttel később, 2022. november 8-tól a Bánfalvi úton és környékén lakók jobb kiszolgálása érdekében a 10-es busz a Jereván lakótelep felé újra a Bánfalvi úton jár.
 2022. december 11-től a 3Y jelzésű busz már csak a Jereván lakótelep felé közlekedik, az ellenkező irányú viszonylata megszűnt.
 2023. december 10-én új járat indult 23-as jelzéssel, amellyel a napi utolsó 2-es és 3-as buszokat vonták össze. Ez a járat előbb Lőverekbe ment, majd a Bánfalvi úttól a 3-as vonalán Brennbergbányáig közlekedett. A viszonylat 2024. április 30-án megszűnt.

### Jelenleg
Brennbergbányát a 3 és 3Y jelzésű buszok szolgálják ki. A 3-as busz a belvárost elkerülve, a Kossuth Lajos utcán és a Bánfalvi úton át éri el a kertvárost, míg betétjárata, a 3Y jelzésű busz Brennbergbánya felől a Brennbergi út 20. megállóhely után az Ady Endre úton, majd a vasútállomás – Ógabona tér útvonalon a Jereván lakótelepig jár.
 Akik a belvárosból utaznak Sopronbánfalvára, azok a 10-es és a 10B buszokat tudják igénybe venni. Ezek a járatok a Jereván lakótelepről indulnak, és a Várkerületen át, a vasútállomás érintésével, majd az Ady Endre úton (ellenkező irányban a Bánfalvi úton) közlekednek, előbbi Bánfalva felsőig, utóbbi Brennbergi út, erdei iskoláig.

## Útvonal
| Lackner Kristóf utca, autóbusz-állomás → Brennbergbánya, templom |
| --- |
| Lackner Kristóf utca, autóbusz-állomás végállomás – Lackner Kristóf utca – Selmeci utca – Táncsics Mihály utca – Kossuth Lajos utca – Bánfalvi út – Hajnal tér – Brennbergi út – Tárna utca – Soproni út – Brennbergbánya, templom végállomás |

| Brennbergbánya, templom → Lackner Kristóf utca, autóbusz-állomás |
| --- |
| Brennbergbánya, templom végállomás – Soproni út – Tárna utca – Brennbergi út – Hajnal tér – Bánfalvi út – Kossuth Lajos utca – Táncsics Mihály utca – Selmeci utca – Lackner Kristóf utca – Lackner Kristóf utca, autóbusz-állomás végállomás |

## Megállóhelyek
| Távolság (km) | Idő (perc) | Megállóhely neve / korábbi neve(i)                          | Idő (perc) | Távolság (km) | Átszállási lehetőségek | Fontosabb nevezetességek, helyek, áruházak és intézmények a közelben                                            |
| ------------- | ---------- | ----------------------------------------------------------- | ---------- | ------------- | --- | --- |
| 0             | 0          | Lackner Kristóf utca, autóbusz-állomás                      | 21         | 10,7          | 1, 2, 3Y, 4, 5, 5A, 5B, 5T, 5Y, 7, 7A, 7B, 7T, 8, 10, 10B, 10Y, 11Y, 12, 12B, 13, 13B, 14, 14B, 15, 15A, 17, 21, 27, 27A, 27B, 27T, 32, 33 Helyközi és távolsági autóbuszjáratok | Soproni autóbusz-állomás Soproni Rendőrkapitányság Káposztás utcai Stadion INTERSPAR áruház Vásárcsarnok        |
| 0,6           | 1          | Táncsics utca, templom Táncsics utca 4.                     | 20         | 9,9           | 4, 11, 11A, 11B, 21, 22, 27Y | Jézus Szíve templom Soproni SZC Vendéglátó, Kereskedelmi Technikum és Kollégium SOE Benedek Elek Pedagógiai Kar |
| 1,0           | 2          | Kossuth Lajos utca, Vadász utca Kossuth Lajos utca 20.      | 19         | 9,5           | 4, 21, 22 | Sopron-Déli pályaudvar Sopron vármegye Makett és Emlékpark                                                      |
| 1,8           | 4          | Bánfalvi út, Falco Kft.                                     | 17         | 8,7           | 21, 22 | Lidl áruház Spar szupermarket                                                                                   |
| 2,2           | 6          | Bánfalvi út, Besenyő utca Fésűsfonalgyár                    | 16         | 8,3           | 10, 10B, 10Y, 21, 22 | Soproni Német Nemzetiségi Általános Iskola Aldi áruház                                                          |
| 2,8           | 7          | Bánfalvi út 100.                                            | 14         | 7,7           | 10, 10B, 10Y | |
| 3,5           | 8          | Bánfalva, könyvtár Kertváros, kultúrház Kertváros, könyvtár | 13         | 7,0           | 3Y, 10, 10B, 10Y | Bánfalvi karmelita kolostor és templom Soproni Mária Magdolna templom Evangélikus templom Könyvtár              |
| 4,0           | 9          | Brennbergi út 20. Brennbergi út 20. (Ózon Camping)          | 11         | 6,5           | 3Y, 10, 10B, 10Y | |
| 4,5           | 10         | Bánfalva felső Kertváros felső                              | 10         | 6,0           | 3Y, 10, 10B, 10Y | |
| 5,4           | 12         | Brennbergi út, erdei iskola                                 | 9          | 5,0           | 3Y, 10B | Doborjáni Ferenc EGYMI - Erdei iskola                                                                           |
| 5,9           | 13         | Brennbergi út, ifjúsági tábor                               | 8          | 4,5           | 3Y | Soproni Gyermek és Ifjúsági Tábor                                                                               |
| 8,0           | 15         | Görbehalom, Fehér híd                                       | 5          | 2,4           | 3Y | Dr. Fehér Dániel forrás Fehér úti tó (Ágfalva) Görbehalmi Bányamúzeum                                           |
| 8,4           | 18         | Görbehalom, Bányamester köz Görbehalom felső                | 4          | 2,0           | 3Y | |
| 9,7           | 20         | Brennbergbánya, Soproni út 4. Brennbergbánya alsó           | 1          | 0,7           | 3Y | |
| 10,4          | 22         | Brennbergbánya, templom                                     | 0          | 0             | 3Y | Szent Borbála templom Brennbergi harangláb Posta                                                                |